# IBM PCjr

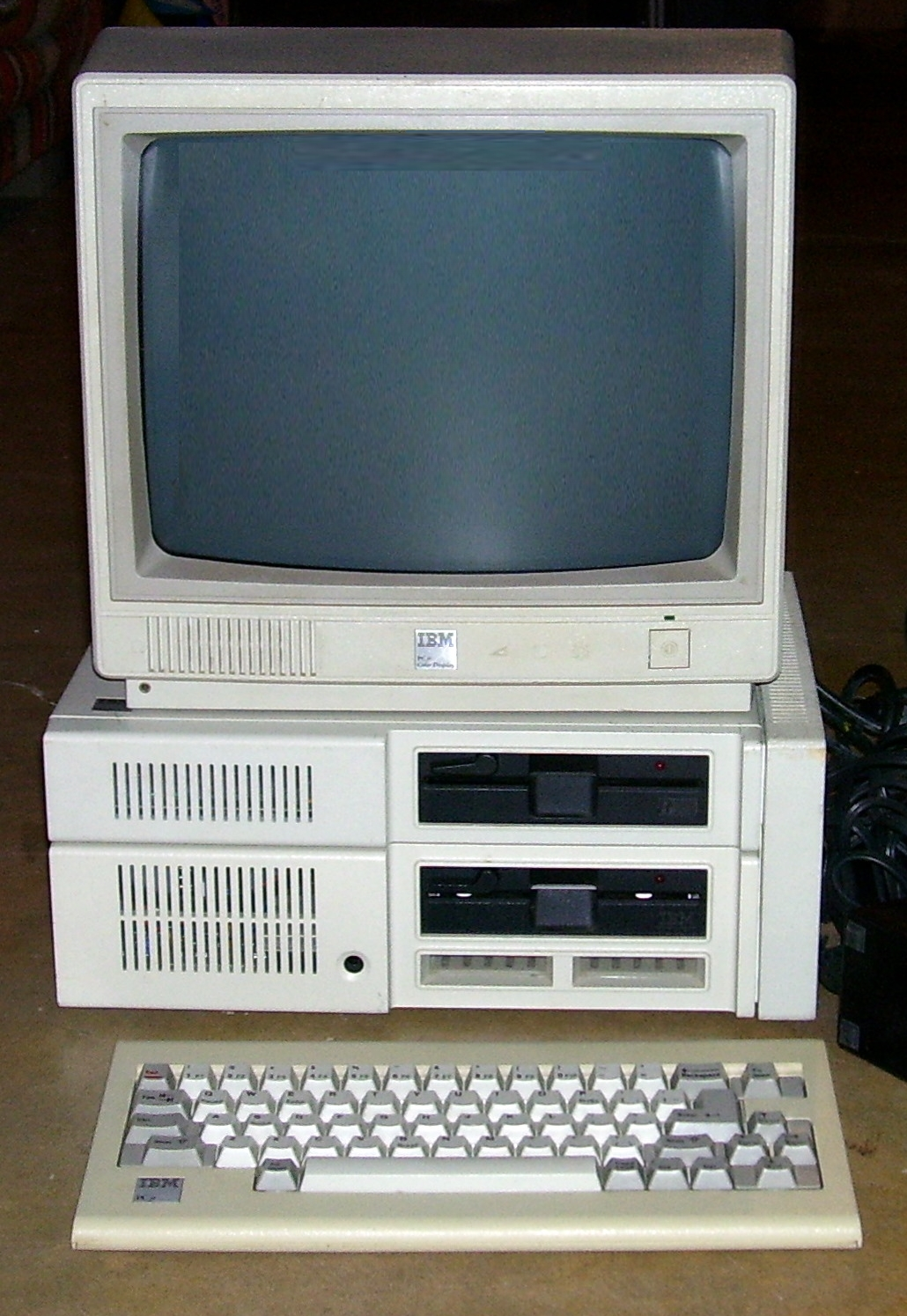
En PCjr med ett omdesignat tangentbord och en floppydrive från tredje part

IBM PCjr var ett försök från IBM att slå sig in på den lönsamma marknaden för billiga hemdatorer. På grund av skillnader i hårdvara gick det inte att använda samma program eller hårdvara som till de mer påkostade datorerna från IBM och försäljningen av PCjr blev aldrig den förväntade framgång som företaget hoppats på. Tillverkningen av datorn skedde från våren 1984 till sommaren 1985.